# Veronica emodi
Veronica emodi är en grobladsväxtart som beskrevs av Yamazaki. Veronica emodi ingår i släktet veronikor, och familjen grobladsväxter. Inga underarter finns listade i Catalogue of Life.